# Actineria dendrophora
Actineria dendrophora is een zeeanemonensoort uit de familie Thalassianthidae.
Actineria dendrophora is voor het eerst wetenschappelijk beschreven door Haddon & Shackleton in 1893.